# آلانتوئین
آلانتوئین (به انگلیسی: Allantoin) یک ترکیب شیمیایی است. شکل ظاهری این ترکیب، پودر بلوری بی رنگ است.